# Halle (construction)
Pour les articles homonymes, voir Halle.

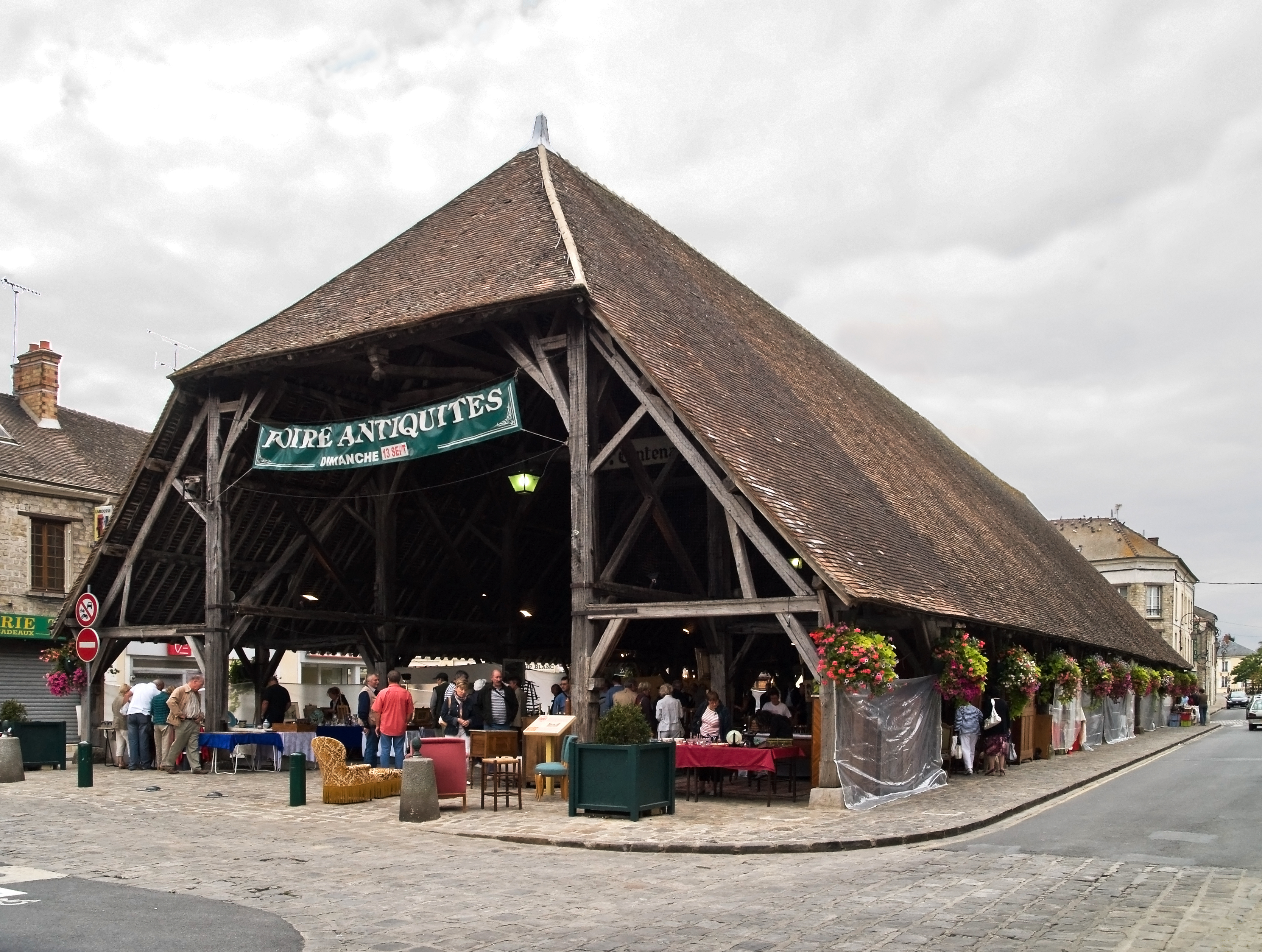
Halle du XVe siècle à Milly-la-Forêt.

Une halle, appelé aussi marché couvert ou cohue, est une construction destinée à accueillir à l'abri des intempéries un marché traditionnel. Ce lieu est destiné à l’emmagasinement et à la vente d’objets d’utilité première, qui s'y vendent en forte partie, presque toujours pour l’approvisionnement des magasins. Les halles sont structurées par des charpentes en bois.
Le mot désigne également un bâtiment consacré à un commerce de gros : halle au blé, halle aux poissons. Une halle est en général un endroit très aéré pour la bonne conservation des marchandises.
Au pluriel, le mot halles désigne le lieu où se tient le principal marché alimentaire d'une agglomération : les halles de Paris ou les halles de Rungis.

## Histoire

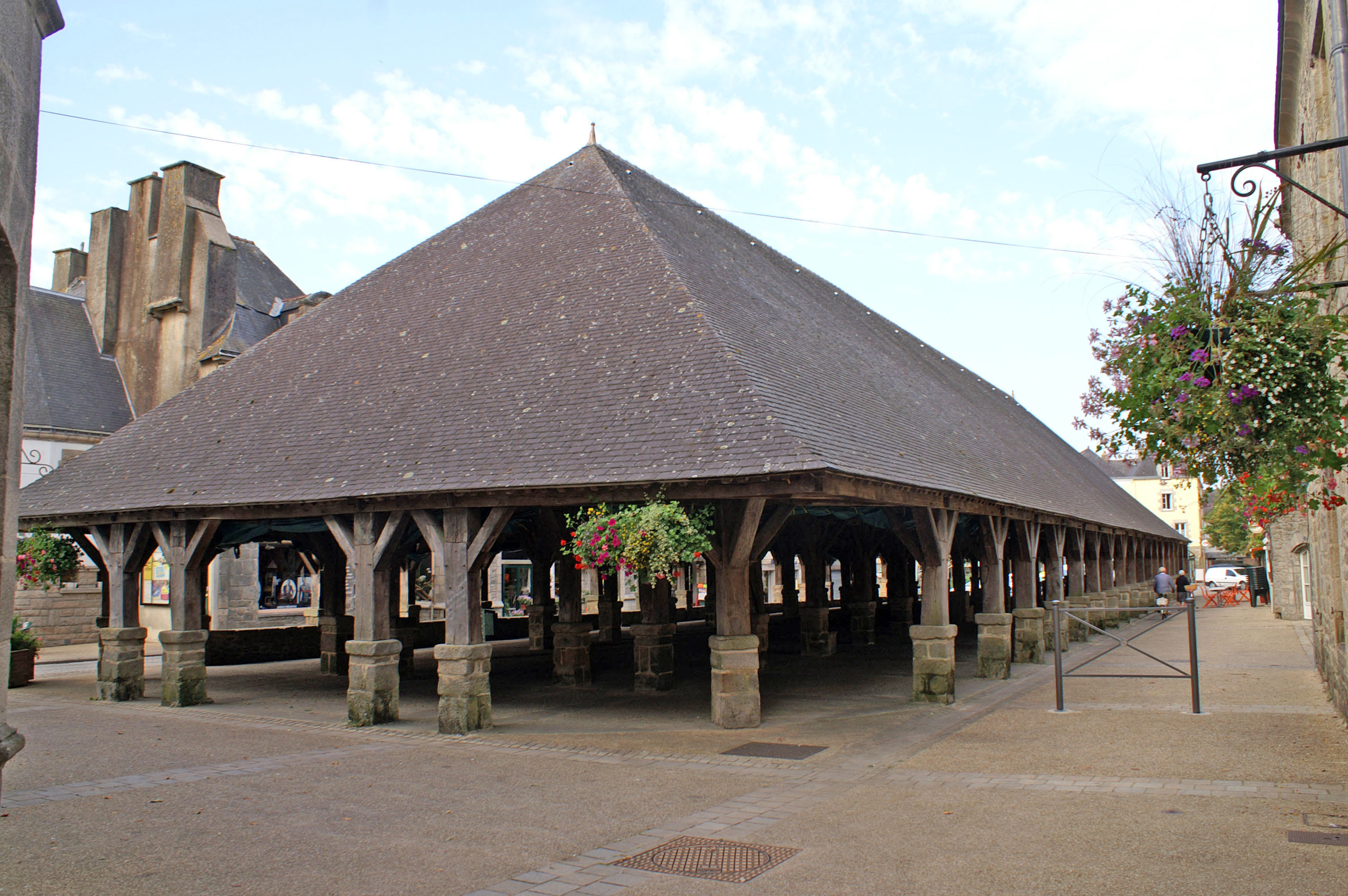
Halles de Questembert.

Au Moyen Âge et à l'époque moderne, la halle est désignée sous le nom de cohue. Les halles n'appartenaient pas aux villes mais au roi ou aux seigneurs locaux qui, après avoir obtenu l’autorisation d'en construire une (droit de halle) par leur seigneur suzerain, les affermaient. La halle faisait l'objet d'une grande attention de leur part car ils y percevaient des droits variés (droits de cohuage et d'estalage). De plus, ces lieux privilégiés de négoce rassemblant une partie de la population locale permettaient une surveillance et une juridiction spéciales.
Ainsi, les halles servaient à la fois de lieu de transaction, de salle de réunion, de justice, d'administration, d'entrepôts du matériel d'incendie, voire de prison. En l’absence d’un bâtiment dédié, la halle tenait parfois lieu de maison commune servant aux réunions municipales. Dans les bastides du Sud-Ouest, la halle occupait un îlot central dans le quadrillage des rues et se doublait d’un bâtiment fermé pour cet usage, la halle servant plutôt de lieu de réunion et de délibération alors que le marché se tenait sous les arcades de la place, comme à Saint-Clar. Le gibet, dressé sur les places de marché (Morlaix, Rennes), leur était souvent associé.
Les halles en bois connaissent dès la fin du XVIIIe siècle des fortunes diverses. D’un entretien coûteux (réfection des couvertures), beaucoup de bâtisses se trouvent alors en ruine. Certaines menacent de s’effondrer et doivent être démolies. D’autres sont détruites pendant la Révolution pour des raisons politiques car elles symbolisent le pouvoir seigneurial. Le XIXe siècle voit l’abandon de ces modèles de grande charpenterie en bois. Leur état sanitaire souvent déplorable fournit alors aux hygiénistes de nombreux arguments pour réclamer leur destruction. Le développement de parkings dans les centres-villes et l’élargissement des voies de circulation contribuent à leur disparition. Elles sont progressivement remplacées par des marchés couverts en pan-de-fer ou en pierre.
La périurbanisation et le succès de la grande distribution entraînent corrélativement le déclin des halles à partir des années 1950. Associée à image désuète, cette forme de commerce de proximité connaît un renouveau au milieu de la seconde moitié du XXe siècle. Dans ce contexte, de nouvelles halles sont marquées par une montée en gamme et la diversification de leur offre commerciale et de leur fonction : aire de restauration (appelée aussi « halle gourmande », « halle à manger » ou « food court »), halle alimentaire (en), tiers-lieu… Mais elles peuvent s'insérer dans une dynamique de gentrification commerciale. Selon l'architecte d'intérieur Jeanne Dagès, « ces lieux branchés, design, à l’esthétique «tendance», au storytelling axé sur «l’authenticité», ne deviennent-ils pas inaccessibles en s’éloignant ainsi du concept de lieu populaire et abordable ? »

## Listes de halles
en  France :
- halle de Piney,
- Halles centrales de Béziers
- halle de Châtillon-sur-Chalaronne,
- halle de Campan, elle date du XVIe siècle : un délibéré du 10 juillet 1569[4] lance la construction et est inscrite au titre des monuments historiques le 14 mars 1927[5] ;
- halles de Plouescat. Elles datent du début du XVIe siècle et sont depuis 1915 classées monument historique ;
- halles du Faouët. Elles sont classées monuments historiques depuis le 18 mai 1914[6]. Construites en 1542 ;
- halles de Questembert. Elles sont classées monuments historiques depuis le 18 septembre 1922[7] et furent érigées en 1552 ;
- halle de Salmaise du XIIIe siècle, classée monument historique en 1930 ;
- halles de Milly-la-Forêt construites en 1479, classées monuments historiques en 1923 ;
- halles de Cozes du XIIIe siècle, classées monuments historiques en 1938 ;
- halles de Beauregard du XIe siècle, dotées d'une solide charpente couverte de lauzes classé aux monuments historiques en 1922 ;
- halles de Biarritz, construites en 1885 par Alexandre Ozanne sur l’emplacement de l’ancien jeu de paume[8] ;
- halles de Paris ;
- halles de Lyon-Paul Bocuse ;
- halle Tony-Garnier ;
- halles de Chambéry ;
- halle d'Arpajon ;
- halles de Crémieu:
- halle de La Côte-Saint-André, date de la fin du XIIIe siècle[9], l'édifice ayant été classé au titre des monuments historiques le 23 avril 1925[10] ;
- halle Sainte-Claire de Grenoble, créée en 1825 ;
- Halles de la place aux Herbes de Grenoble ;
- halles de Deauville ;
- halles Raspail ;
- halles d'Avignon ;
- halles de Dole ;
- halles centrales de Limoges ;
- halles centrales de Reims ;
- grande halle de la Villette ;
- ancienne halle de Creully.
- halles de Vesoul
- halles de Clisson

en  Belgique :
- halles Saint-Géry, à Bruxelles ;
- halle de Couvin ;
- halle aux viandes de Liège ;
- halle al'Chair, à Namur ;
- halles de Schaerbeek ;
- halles aux draps (Ypres).

## Galerie

Quelques photos de halles
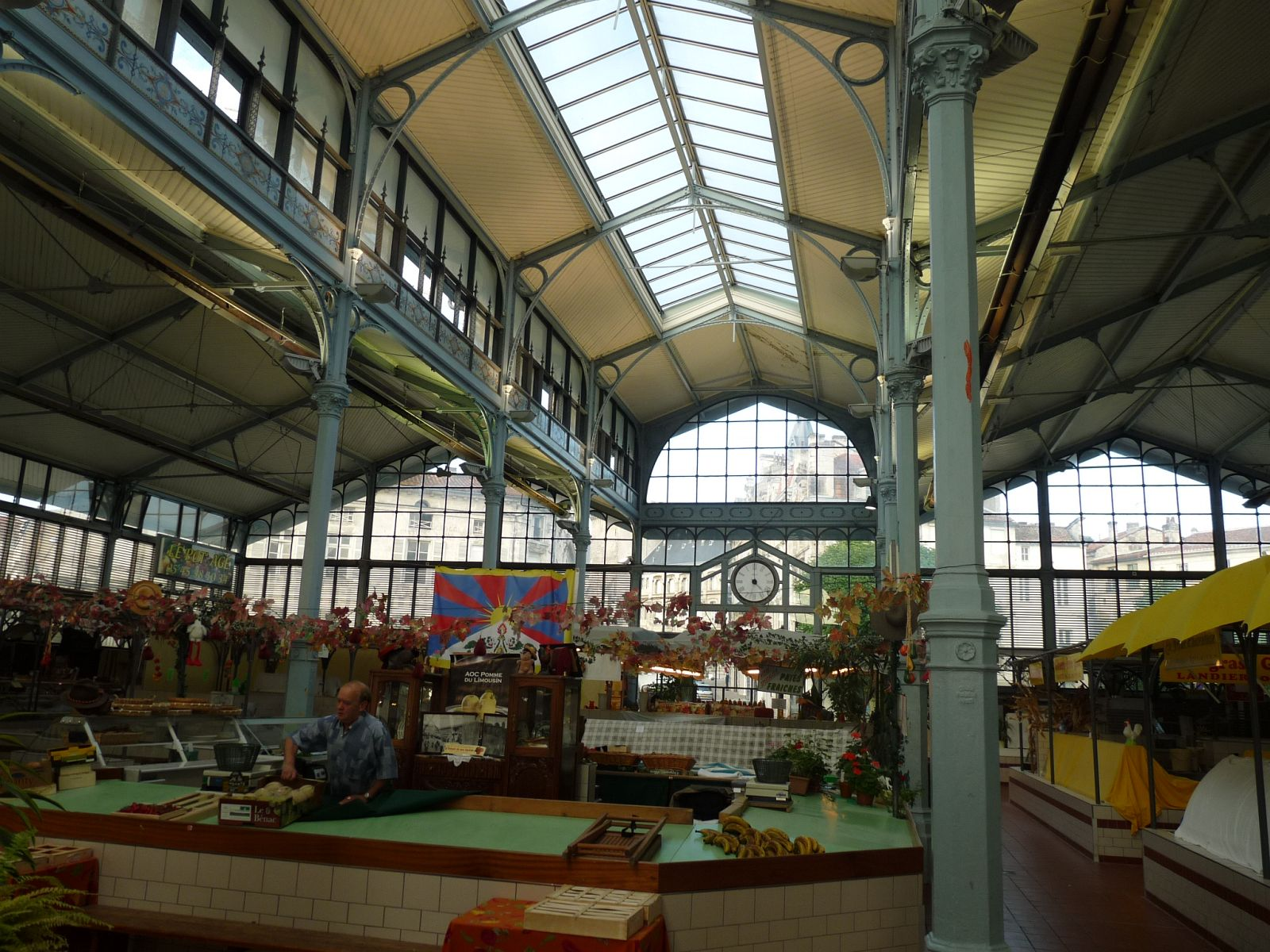
À l'intérieur de la halle du marché d'Angoulême.
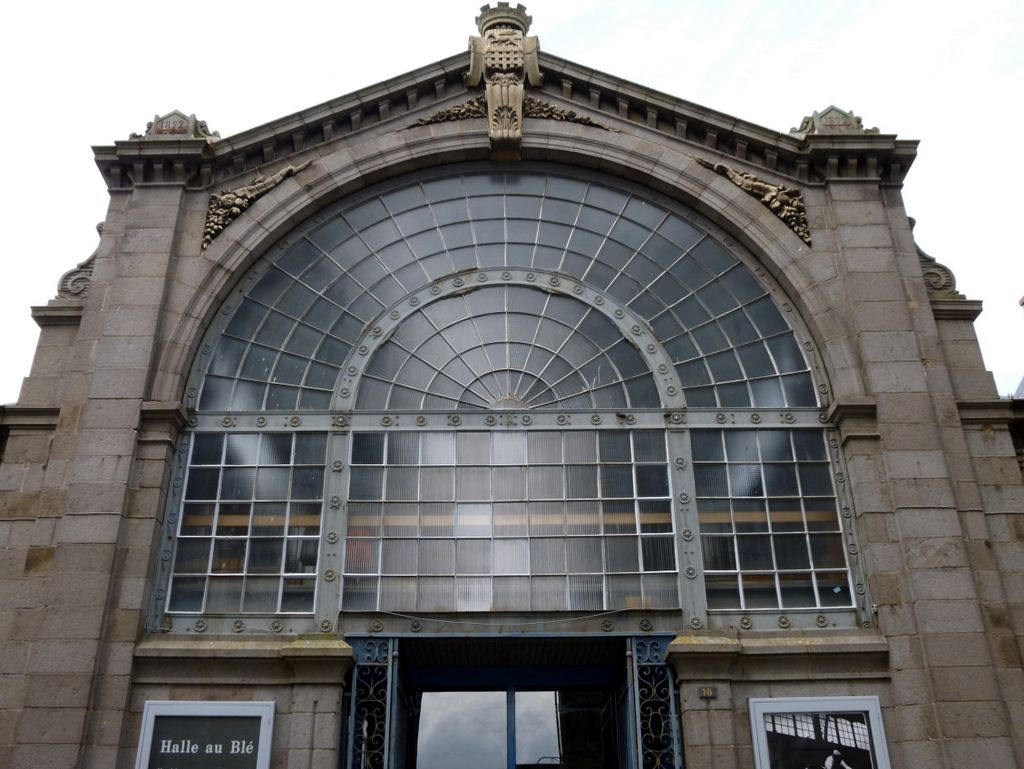
Halles au blé de Saint-Malo datant du XIXe siècle.
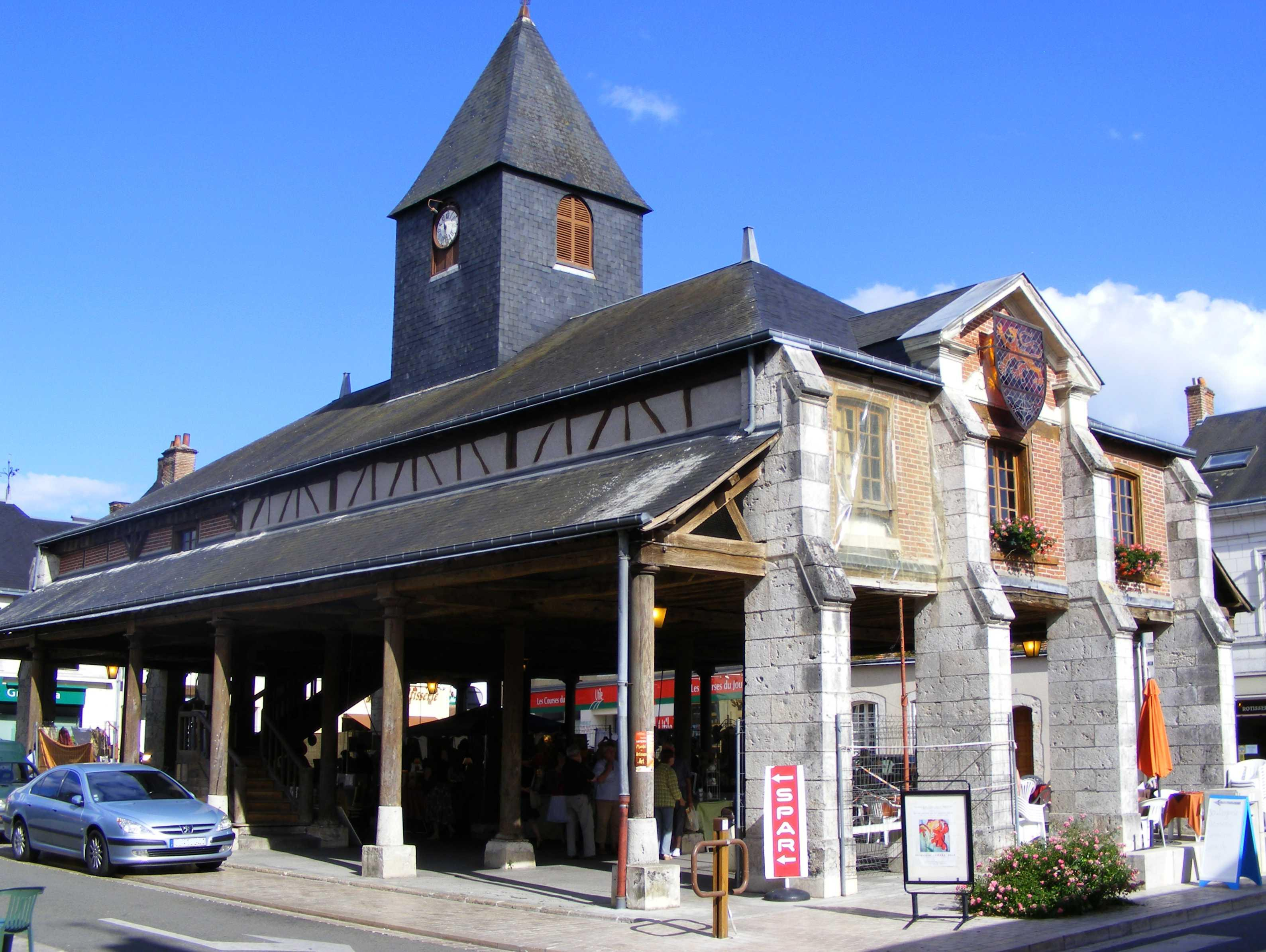
La Vieille Halle de Bracieux dont l'étage a été transformé en salle d’exposition.
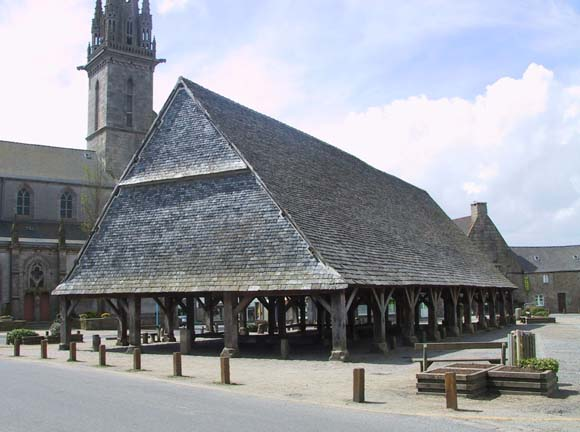
Halles de Plouescat.
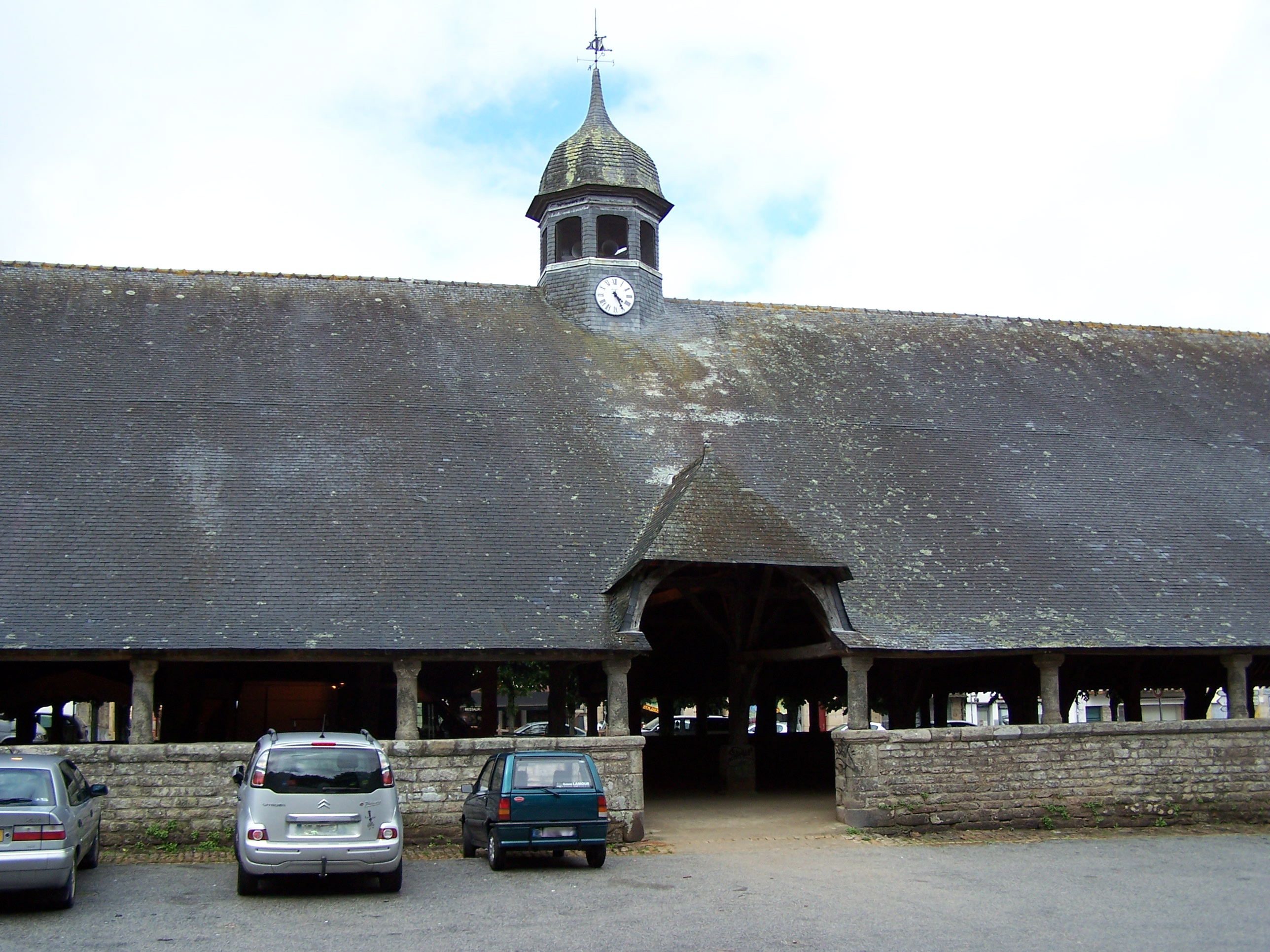
Les halles du Faouët.
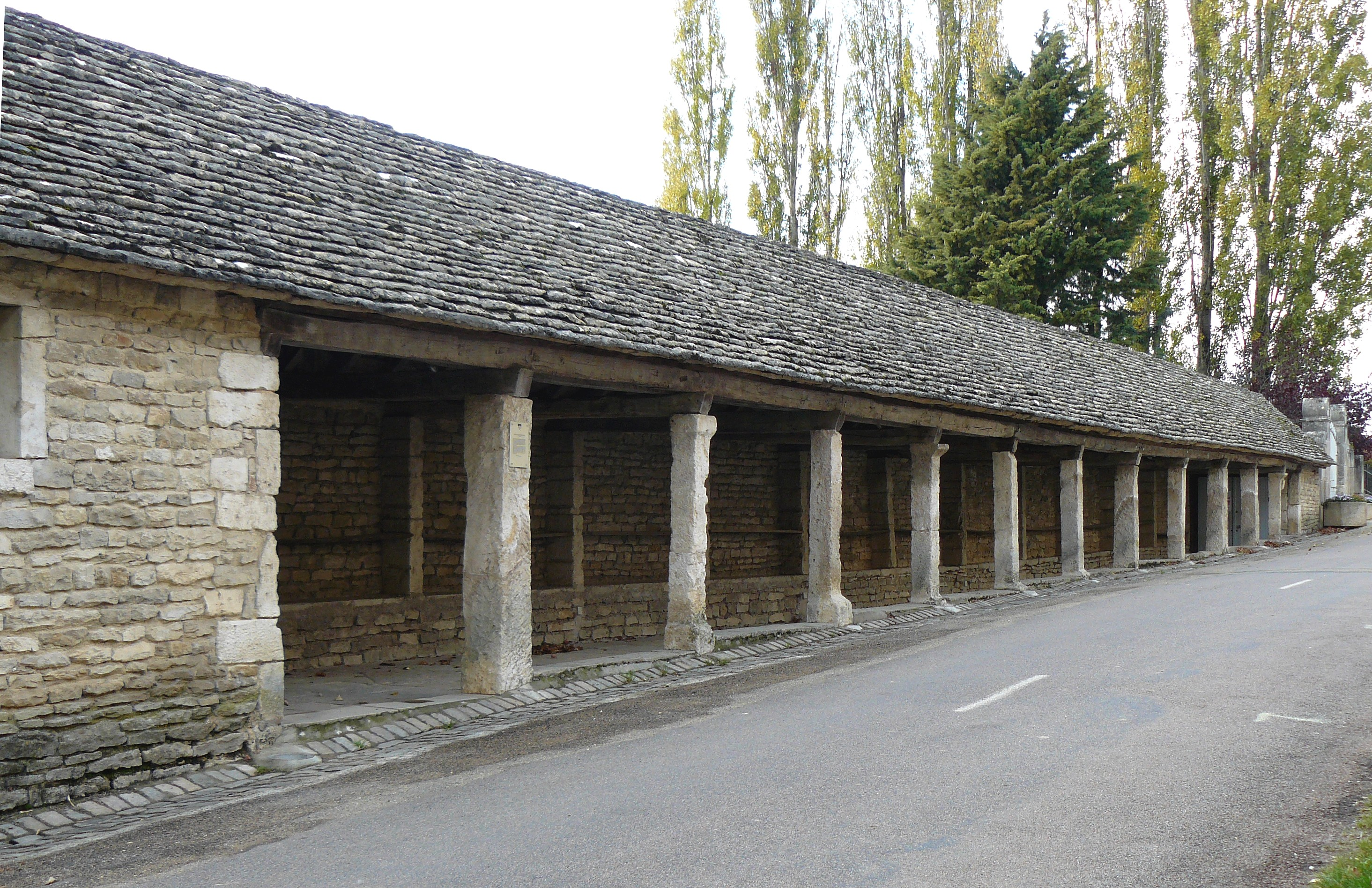
La halle de Salmaise.
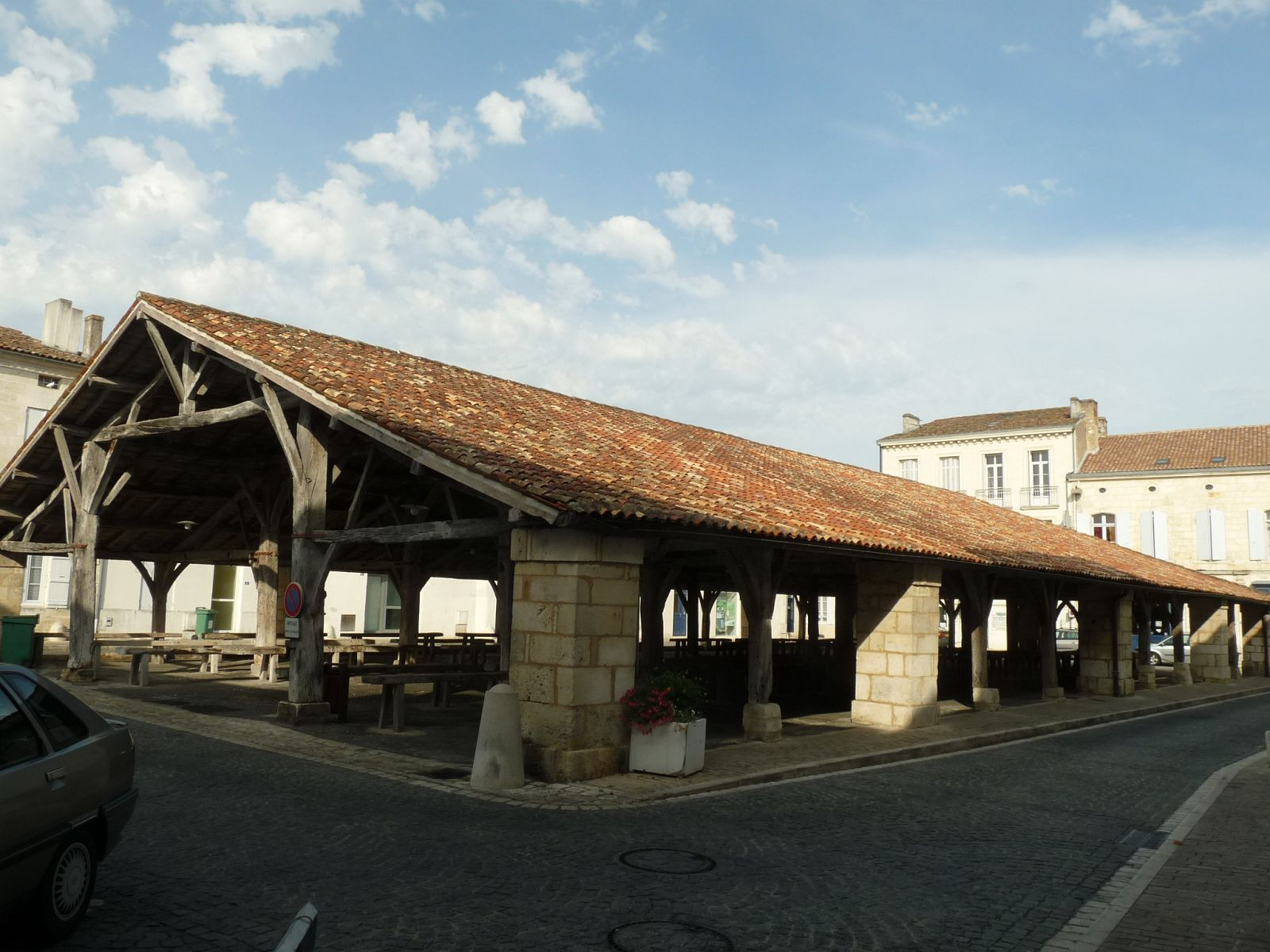
Les halles de Cozes.
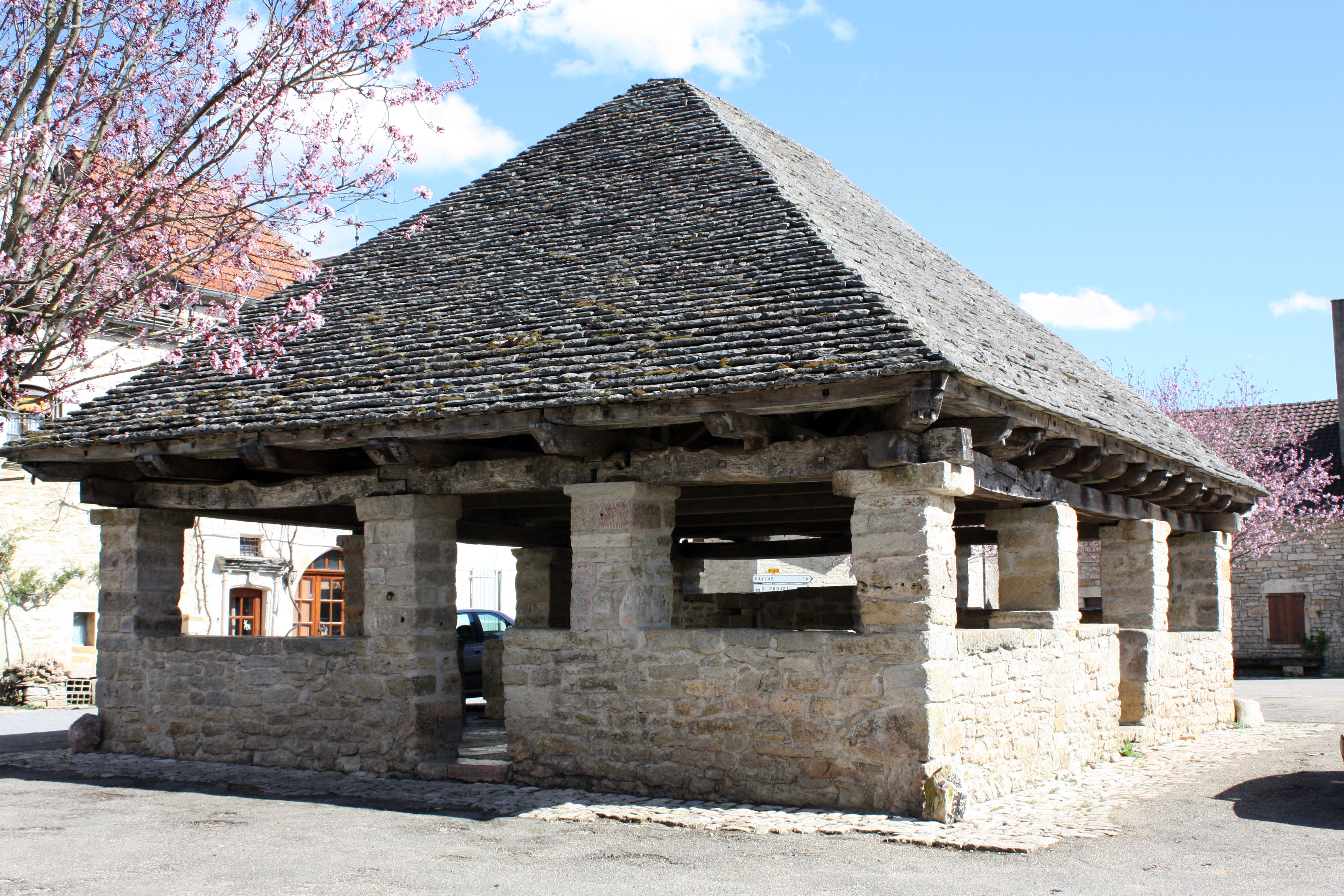
Halles de Beauregard.
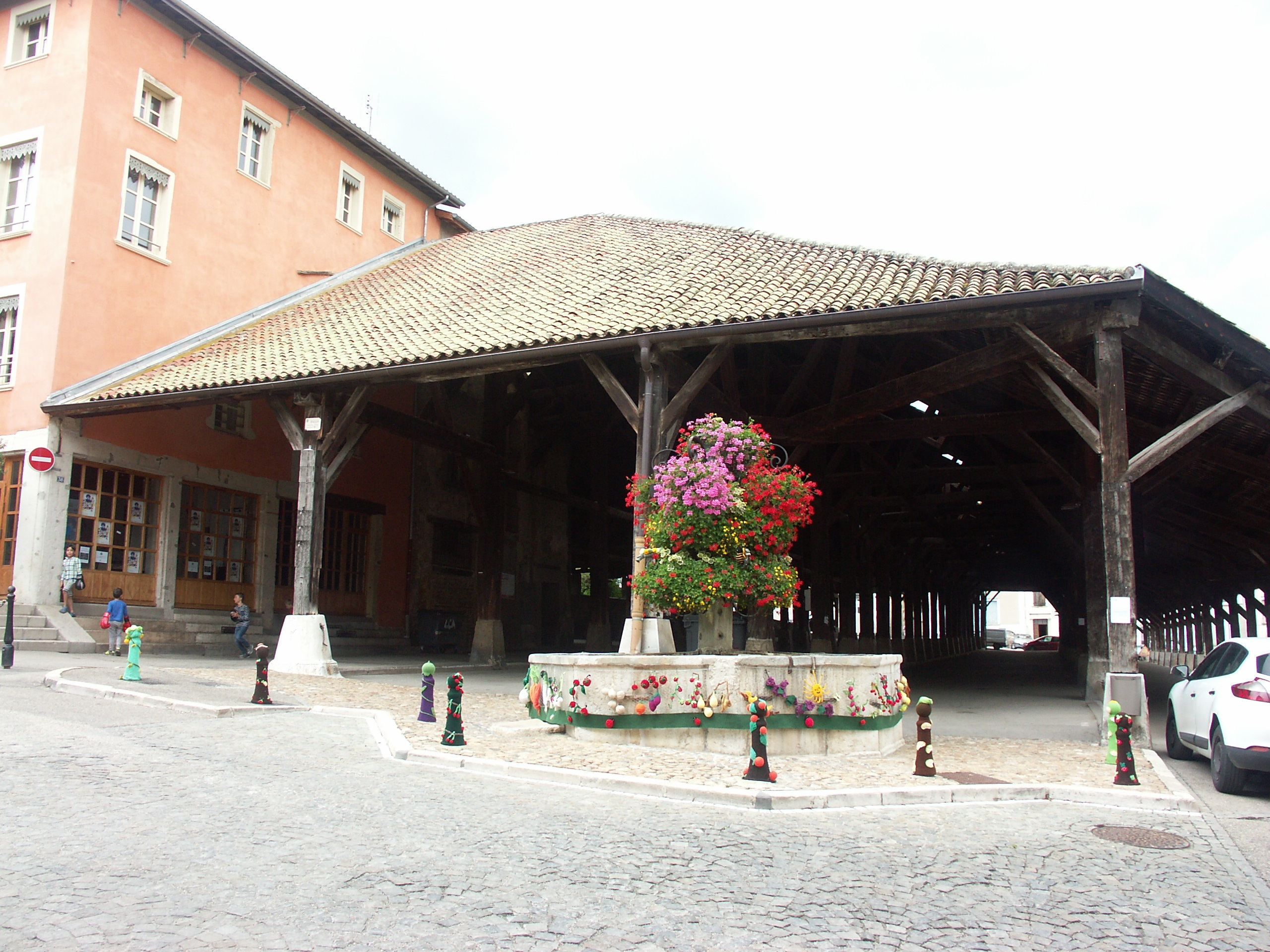
Halle de la Côte-Saint-André.
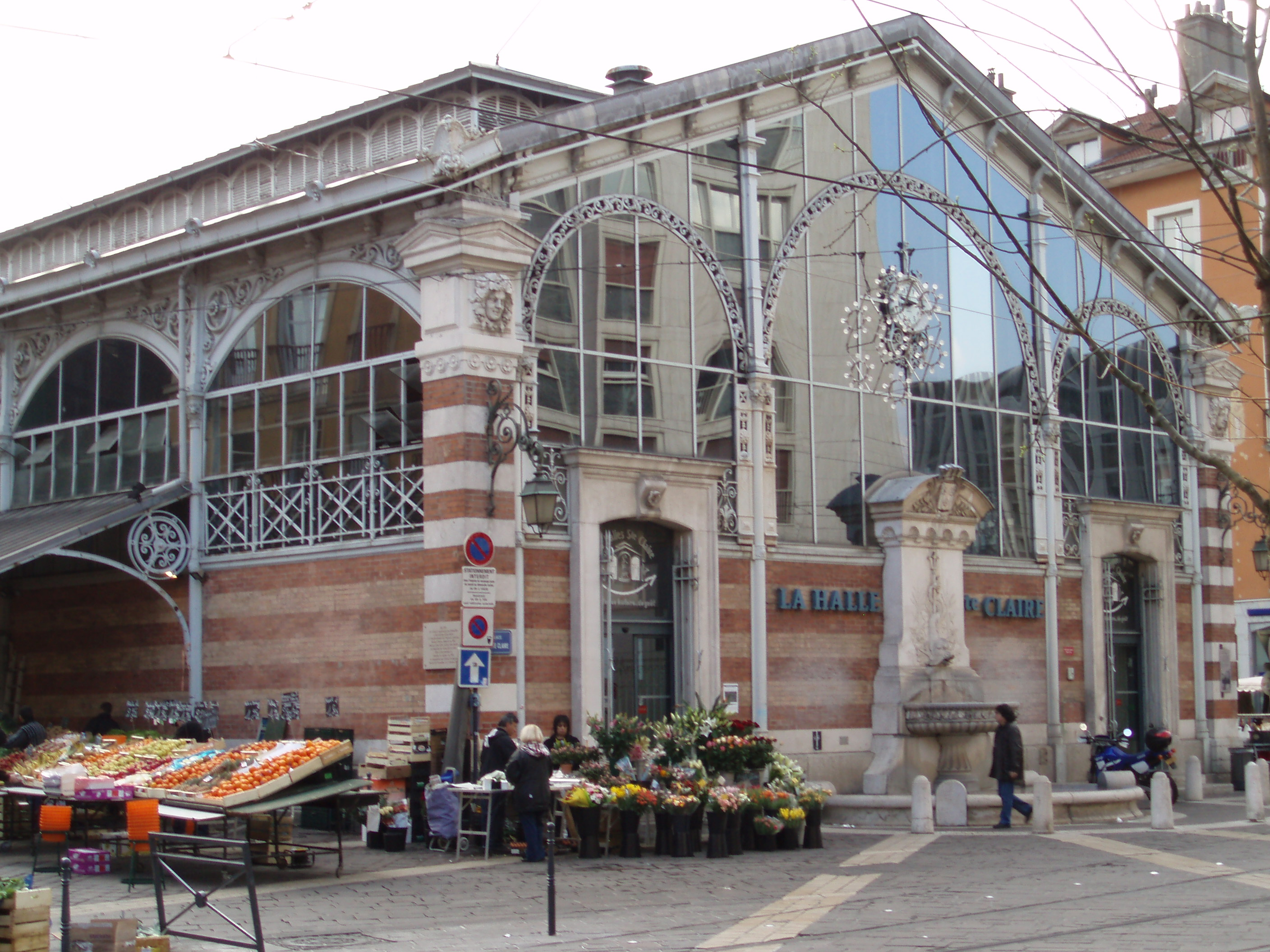
Halle Sainte-Claire de Grenoble.
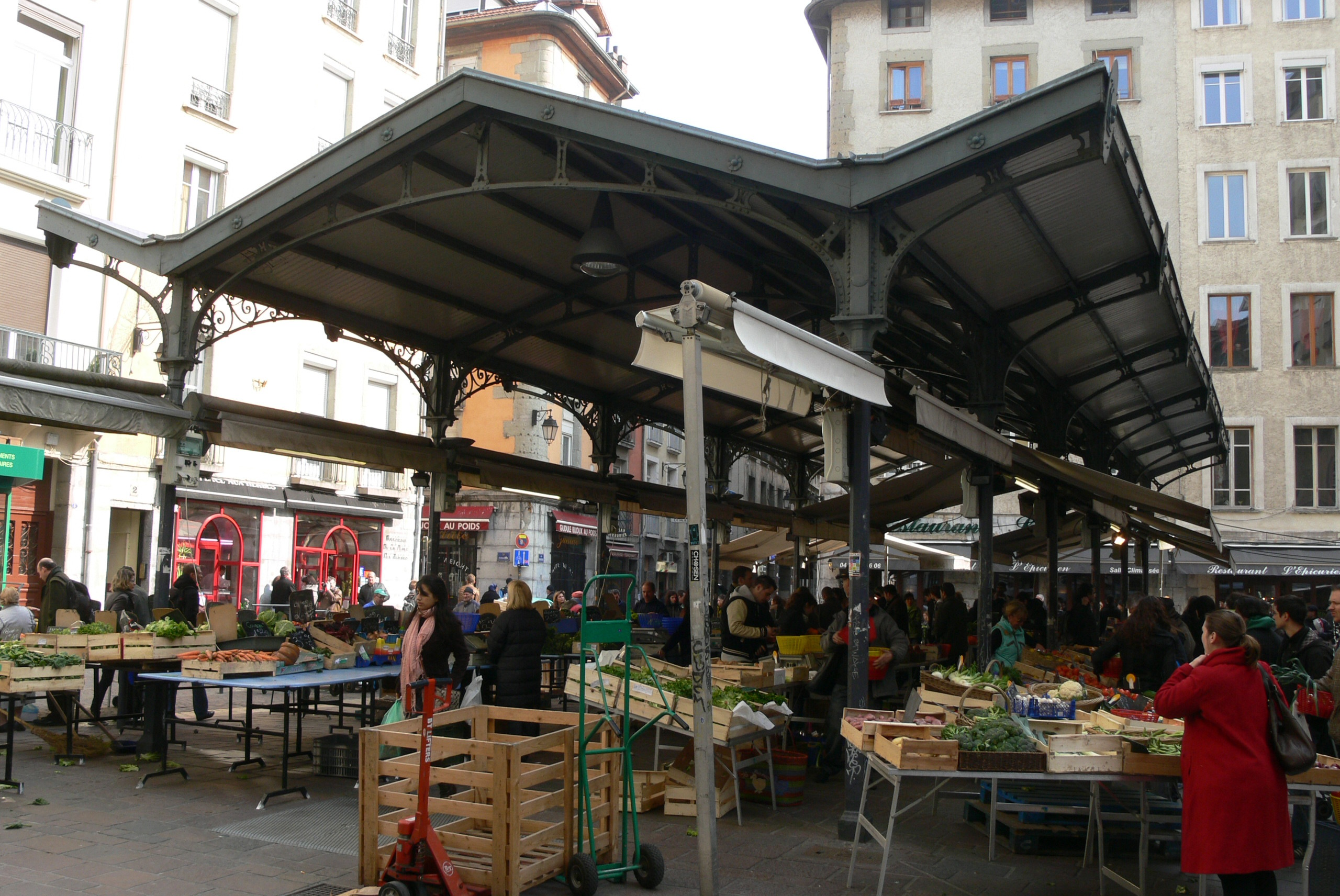
Halle de la place aux Herbes de Grenoble.
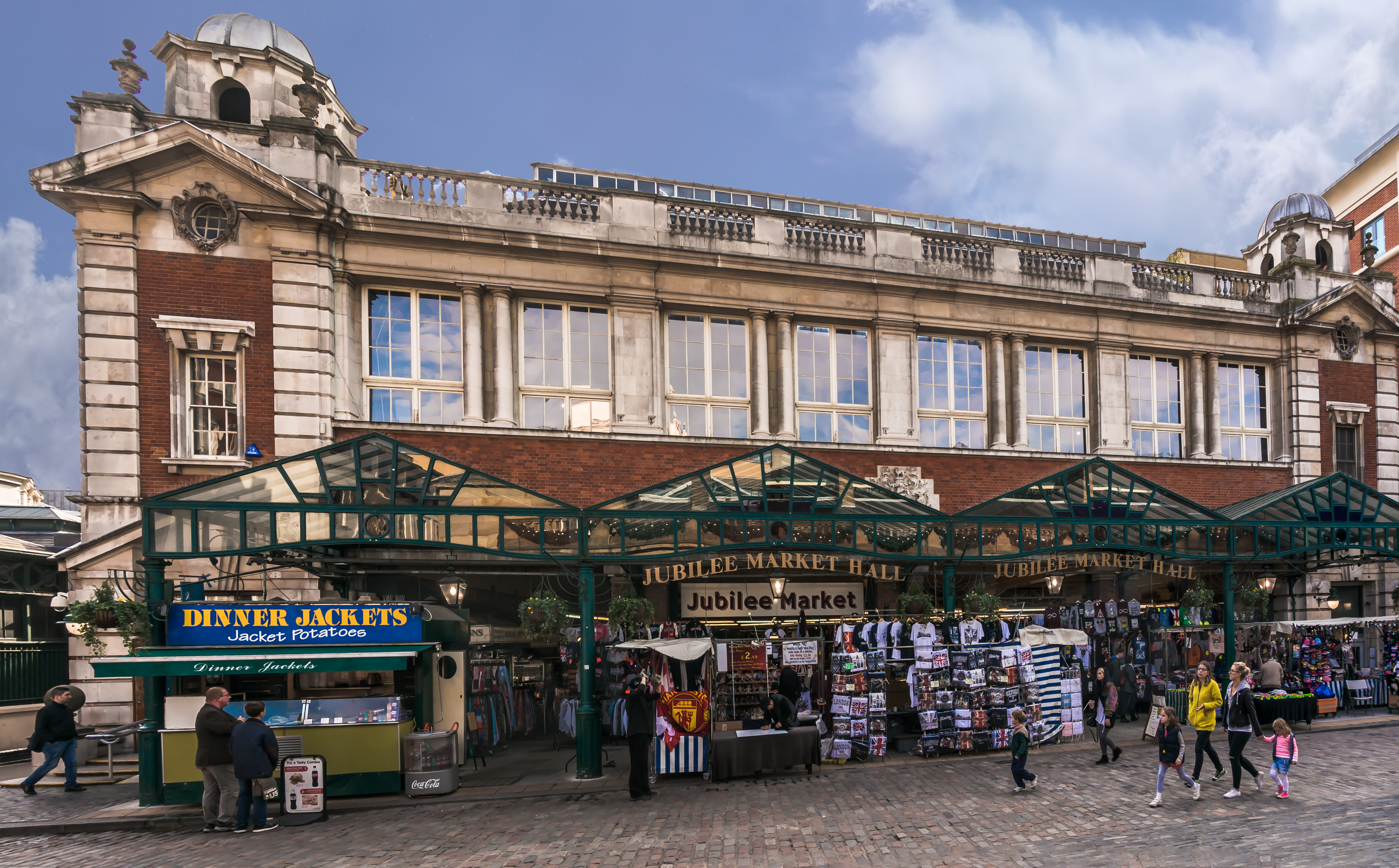
La halle du Jubilee Market, à Londres.
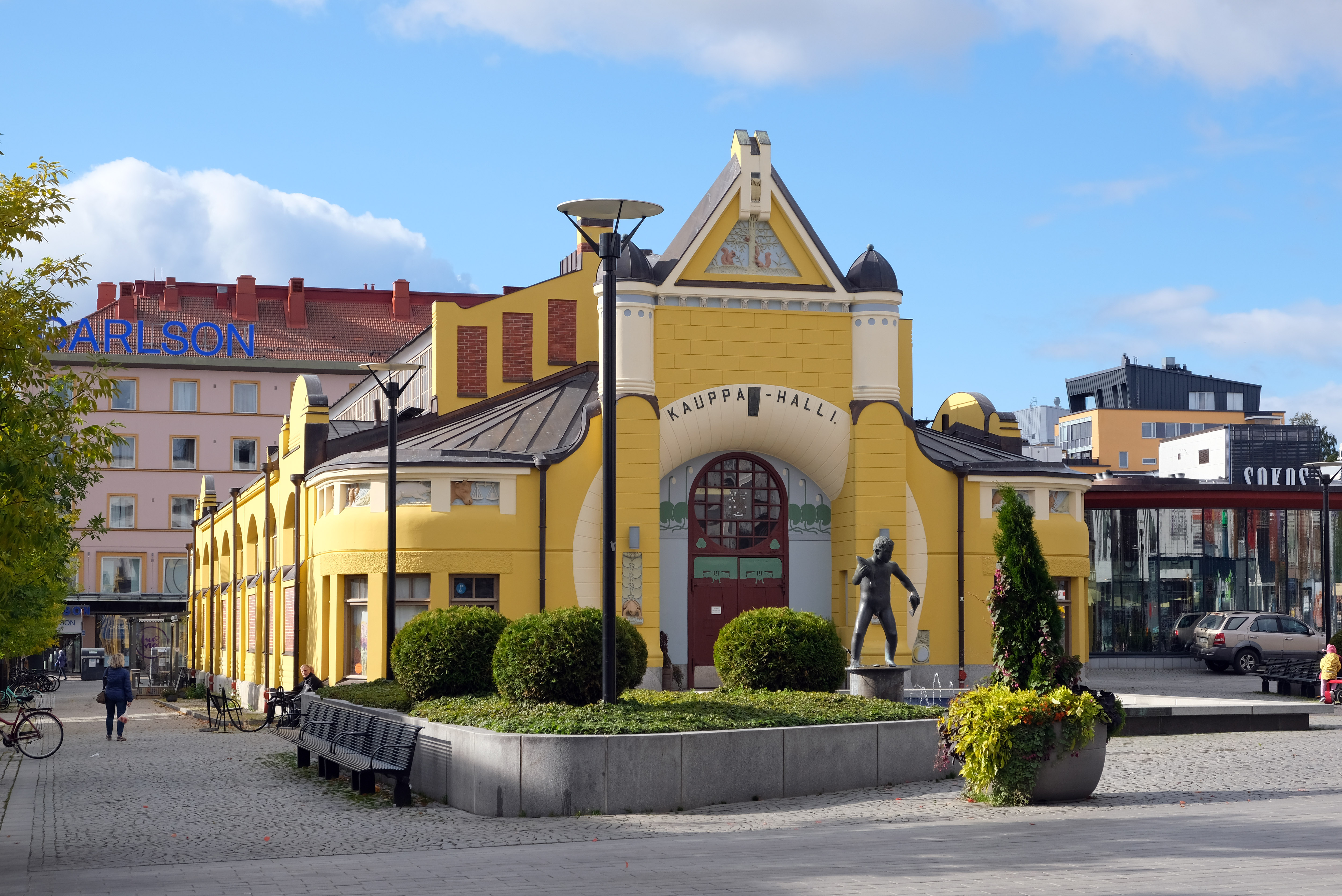
La halle du marché de Kuopio.